# Кто заплатит за удачу
«Кто заплатит за удачу» — советский художественный фильм 1980 года, истерн.

## Сюжет
Действие фильма происходит в Крыму во время Гражданской войны. В одном из городов, контролируемом белогвардейцами, во время неудачного покушения на следователя контрразведки Конькова арестована красная подпольщица Антонина Чумак и над ней готовится суд. Об этом узнает находящийся в городе карточный шулер Федор Чумак, который полагает, что арестованная является его сестрой и он решает спасти её. Также об аресте Антонины Чумак узнают белоказак Дмитрий Чумак (который, так же, как и Федор, полагает, что это его сестра), и красный матрос Сергей Кусков, который полагает, что арестованная является его возлюбленной. Дмитрий Чумак и Сергей Кусков также прибывают в город для спасения Антонины. Сначала все трое пытаются действовать самостоятельно, но потом они объединяются и им удается спасти Антонину.
Но, когда они её спасают, оказывается, что спасённая не знакома ни одному из троих. Все трое спасителей погибают, а девушка успешно уходит к своим.

## В ролях
- Виталий Соломин — Сергей Кусков, революционный матрос
- Василий Бочкарёв — Дмитрий Чумак, белоказак
- Леонид Филатов — Федор Чумак, карточный шулер[2]
- Наталья Данилова — Антонина Чумак, подпольщица
- Александр Филиппенко — Коньков, следователь контрразведки
- Михаил Чигарёв — Соколов, поручик контрразведки
- Афанасий Тришкин — Ковель, поручик контрразведки
- Юрий Дубровин — Хома Парамонов, солдат из контрразведки
- Александр Галибин — соратник Антонины
- Юрий Катин-Ярцев — карточный шулер
- Светлана Харитонова — многодетная мать
- Игорь Ясулович — белоказак
- Владимир Заманский — комиссар (нет в титрах)
- Мария Виноградова — женщина в суде (нет в титрах)

## Съёмочная группа
- Автор сценария: Павел Чухрай
- Режиссёр: Константин Худяков
- Оператор: Валерий Шувалов
- Художник: Борис Бланк, Владимир Фабриков

## Съёмки
Подготовительный период в работе над картиной начался в середине октября 1979 года. К. Худяков начал подыскивать актёров на главные роли. Со времен «Иванцова, Петрова, Сидорова» между ним и Л. Филатовым установились дружеские отношения и они с удовольствием согласились вновь поработать вместе. Кандидатура Филатова была утверждена одной из первых.
Съёмки проходили с 13 января 1980 года на производственной базе Ялтинской киностудии в Большой Ялте, в Крымских горах.
В те дни в Ялте установилась плохая погода. В результате простои в съёмках происходили постоянно: самолёты с актёрами садились в других городах, а когда они всё-таки добирались до Симферополя, то был закрыт Ангарский перевал. Поэтому актёры не попадали в график съемок, а если добирались до площадки, то всего на 2—3 часа, поскольку потом им опять приходилось садиться в машину и добираться в аэропорт на последний самолёт, поскольку надо было успеть в Москву на спектакли (все четверо главных исполнителей — Л. Филатов, В. Соломин, В. Бочкарев и Н. Данилова активно играли в театрах). Эти простои привели к перерасходу бюджета почти на 30 тысяч рублей.
29 апреля 1980 съемки в Ялте закончились (по плану они должны были завершиться 15 апреля), съёмочная группа вернулась в Москву для работы в павильоне. Она продлилась до 23 мая. В июне проходило озвучивание. Гонорары составили: Виталий Соломин — 3300 руб., Леонид Филатов — 1962 руб., Василий Бочкарев — 1290 руб., Александр Филиппенко — 670 руб., Наталья Данилова — 610 руб.
Всесоюзная премьера фильма состоялась в апреле 1981 года.